# 前107年
| 千纪： | 前1千纪 |
| 世纪： | 前3世纪 \| 前2世纪 \| 前1世纪                                                                                         |
| 年代： | 前130年代 \| 前120年代 \| 前110年代 \| 前100年代 \| 前90年代 \| 前80年代 \| 前70年代                                  |
| 年份： | 前112年 \| 前111年 \| 前110年 \| 前109年 \| 前108年 \| 前107年 \| 前106年 \| 前105年 \| 前104年 \| 前103年 \| 前102年 |
| 纪年： | 西汉元封四年 |

## 大事记
- 罗马
  - 部族大會一改以往執政官只在少數幾個貴族家庭間傳來傳去的傳統，第一次選舉一個新人蓋烏斯·馬略為罗马执政官，並授予其在北非指揮朱古達戰爭作戰的全權，開始對羅馬進行了一系列軍事改革 ，為日後的軍閥出現以及軍事獨裁的建立奠定了基礎。